# Kohorte (Biologie)
Die Kohorte (lateinisch: cohors = Haufen, Schar) ist eine Rangstufe der biologischen Systematik. Sie dient zur Einteilung und Benennung der Lebewesen (Taxonomie).

## Zoologie
Sie wird bei umfangreichen Taxa zwischen zwei Rangstufen eingeschoben, um die phylogenetischen Zusammenhänge besser darstellen zu können. Zusätzlich kann zur weiteren Unterteilung unmittelbar oberhalb der Kohorte eine Überkohorte (supercohort) und unmittelbar unterhalb eine Unterkohorte (subcohort) vorhanden sein.
Die Stellung der Kohorte innerhalb der Rangstufen der klassischen Systematik ist nicht genau festgelegt. Meist wird sie 
zwischen Teilklasse und Überordnung bzw. Ordnung eingeschoben. 
Beispiel: Systematik der Knochenfische nach Wiley & Johnson, 2010
- Teilklasse Echte Knochenfische (Teleostei) 
  - Kohorte Euteleosteomorpha
    - Unterkohorte Protacanthopterygii
      - Ordnung Goldlachsartige (Argentiniformes)
      - Ordnung Salmoniformes
        - Unterordnung Hechtartige (Esocoidei)
        - Unterordnung Stintartige (Osmeroidei)
        - Unterordnung Lachsartige (Salmonoidei)

    - Unterkohorte Neoteleostei
      - Ordnung Tiefseequappenartige (Ateleopodiformes)
      - Ordnung Maulstachler (Stomiiformes)

usw.
In der Systematik der Milben nach Krantz & Walter, 2009 werden die Kohorten zwischen den Unterordnungen und den Überfamilien eingefügt. Auch hier gibt es Überkohorten und Unterkohorten.
Beispiel:
- Unterordnung Prostigmata
  - Überkohorte Anystides
    - Kohorte Anystina
      -         - Überfamilie Adamystoidea
        - Überfamilie Anystoidea
        - Überfamilie Caeculoidea
        - Überfamilie Paratydeoidea
        - Überfamilie Pomerantzioidea

    - Kohorte Parasitengonina
      - Unterkohorte Hydrachnidiae (Süßwassermilben)
        - Überfamilie Hydrovolzioidea
        - Überfamilie Hydrachnoidea
        - Überfamilie Hydryphantoidea
        - Überfamilie Hygrobatoidea
        - Überfamilie Arrenuroidea

      - Unterkohorte Stygothrombiae 
        - Überfamilie Stygothrombioidea

      - Unterkohorte Erythraiae
        - Überfamilie Calyptostomatoidea
        - Überfamilie Erythraeoidea

      - Unterkohorte Trombidiae
        - Überfamilie Trombidioidea
        - Überfamilie Chyzerioidea
        - Überfamilie Trombiculoidea
        - Überfamilie Tanaupodoidea

usw.

## Botanik
In der Botanik geriet die Rangstufe der Kohorte bereits im späten 19. Jahrhundert außer Gebrauch. Auch hier war ihr Gebrauch nicht einheitlich: Während sie bei Stephan Ladislaus Endlicher oberhalb der Klasse steht, nutzten George Bentham und Joseph Dalton Hooker sie gleichrangig zur heutigen Ordnung.